# Robin Le Mesurier
Pour les articles homonymes, voir Mesurier.
Robin Mark Le Mesurier Halliley, dit Robin Le Mesurier, né le 22 mars 1953 à Londres et mort le 22 décembre 2021 à Los Angeles, est un guitariste britannique. 
Il est connu pour avoir été le guitariste attitré de Rod Stewart de 1980 à 1986 et de Johnny Hallyday de 1994 à 2017.

## Biographie

### Enfance et débuts professionnel
Fils de l'actrice Hattie Jacques et de l'acteur John Le Mesurier, Robin Le Mesurier se passionne pour la guitare dès l’âge de neuf ans[réf. nécessaire]. Grâce à des musiciens tels que John Lee Hooker, Muddy Waters, Eric Clapton, Jimi Hendrix ou encore Jeff Beck, il découvre le blues, pour lequel il s'enthousiasme.[réf. nécessaire]
À l'âge de 16 ans, il quitte l'école, découvre New York[réf. nécessaire] et signe son premier contrat d'enregistrement avec une succursale d'EMI, Regal Zonophone.[réf. nécessaire]
Il est membre d'un groupe nommé Reign et joue sur leur premier single, écrit par Keith Relf et Jim McCarty des Yardbirds. Robin Le Mesurier reste jusqu'en 1973. Il devient membre du groupe The Wombles et participe à l'enregistrement de quatre albums.[réf. nécessaire]

### Carrière

#### Accompagnateur de Rod Stewart (1980-1986)
En 1976, Robin Le Mesurier signe un contrat avec la compagnie de Billy Gaff/Rod Stewart, Riva Records. À cette époque, il coécrit également la musique d'un conte, The Velvetten Rabbit raconté par son père, John Le Mesurier.[réf. nécessaire]
En 1977, il participe à la première tournée américaine d'Air Supply, qui assure la première partie de Rod Stewart.
Puis, il rejoint Lion, un groupe anglais d'A&M Records installé en Californie, et joue sur leur unique album. Robin Le Mesurier rejoint la formation de Rod Stewart en 1980 et, durant sept années, l'accompagne en tournée et en studio, participant à quatre de ses albums.[réf. nécessaire]
De 1987 à 1994, c'est un guitariste très demandé à Los Angeles. Il est aussi l'un des compositeurs en vogue signé chez Sony Music.[réf. nécessaire]

#### Accompagnateur de Johnny Hallyday (1994-2017)
En 1994, l'ingénieur du son Chris Kimsey (en), qui l'année précédente, a réalisé pour Johnny Hallyday l'album Parc des Princes 1993, sollicite Robin Le Mesurier et lui propose d'écrire pour Johnny Hallyday qui prépare un album chanté en anglais. Deux compositions de Robin Le Mesurier sont retenues pour l'album Rough Town, auquel il collabore également comme guitariste. Le Mesurier est également sur scène à la guitare au côté de Johnny Hallyday dès l'automne 1994, à l'occasion du Rough Town Tour.  Dès lors, Robin Le Mesurier devient le guitariste attitré de Johnny ; durant vingt-trois ans, il est de toutes les tournées et spectacles du chanteur, exceptions faites des concerts à Bercy en 2014 au sein du trio Les Vieilles Canailles et de la tournée Les Vieilles Canailles durant le début de l'été 2017. Robin Le Mesurier est le guitariste qui a le plus longtemps accompagné Johnny Hallyday.
Robin Le Mesurier participe (avec d'autres guitaristes également accompagnateurs ou collaborateurs de Johnny Hallyday), à l'hommage populaire rendu au chanteur lors de ses obsèques le 9 décembre 2017 à l'église de la Madeleine à Paris.
Il participe également au film documentaire de Pascal Duchène Mon nom est Johnny diffusé en exclusivité sur la chaîne Canal + le 5 décembre 2021 à l'occasion des 4 ans de la disparition du chanteur, précédent en avant-première sa commercialisation en DVD le 10 décembre 2021 chez Warner Music France.

#### Autres collaborations (1995-2012)
En 1995, Robin Le Mesurier forme, avec Bernie Taupin et Jim Cregan, le groupe #Farm Dogs et enregistre deux albums.
En avril 2001, il produit un album aux Ocean Way Studios de Los Angeles, pour un client suisse. Parmi les musiciens, sont présents Reggie Hamilton à la basse, Tony Brock à la batterie, Tom Canning au piano et The Vine St Horns.
En 2004, il accompagne à nouveau Rod Stewart pour sa tournée d'été  au Canada et aux États-Unis. Durant cette tournée, Ruby, la fille de Rod Stewart, chante. Elle et Robin décident alors de travailler ensemble sur un projet musical[précision nécessaire].
Le 15 octobre 2010, il anime sa première Master Class en France, à Belfort, organisée par une de ses amies, Sandrine Décembre.
En 2011, Robin Le Mesurier participe à la tournée du groupe Apart From Rod avec certains musiciens de Rod Stewart : Jim Cregan, Pat Davey, Harry James, Jim Stapley, Sam Tanner.

### Fin de vie
Le 14 septembre 2021, Robin Le Mesurier apparaît pour la dernière fois en public, lors du concert hommage à Johnny Hallyday au Palais omnisports de Paris-Bercy. Gros fumeur, il meurt des suites d'un cancer du poumon à Los Angeles le 22 décembre 2021,. 
Les proches du guitariste lui ont rendu hommage sur les réseaux sociaux, ainsi que David Hallyday et Laeticia Hallyday, qui tous deux ont souligné sa complicité et son indéfectible amitié avec Johnny Hallyday.

## Discographie
Avec Reign
- 1970 : Line of Least Resistance / Natural Lovin' Man (single)

Avec Limey
- 1976 : Limey
- 1977 : Silver Eagle

Avec Lion
- 1980 : Running All Night

Avec Ron Wood
- 1981 : 1234

Avec Rod Stewart
- 1981 : Tonight I'm Yours
- 1984 : Camouflage
- 1984 : Body Wishes
- 1986 : Every Beat of My heart

Avec Farm Dogs
- 1996 : Last Stand in Open Country
- 1998 : Immigrant Sons

### Avec Johnny Hallyday
- 1994 : Rough Town
- 1994 : À La Cigale (inédit, sortie en 2003)
- 1996 : Lorada Tour
- 1996 : Destination Vegas
- 1996 : Live at the Aladdin Theatre (inédit, sortie en 2003)
- 1998 : Stade de France 98 Johnny allume le feu
- 1999 : Sang pour sang
- 2000 : 100 % Johnny : Live à la tour Eiffel
- 2000 : Olympia 2000
- 2000 : Good Rockin' Tonight The Legacy of Sun Records
- 2003 : Parc des Princes 2003
- 2006 : Flashback tour : Palais des sports 2006
- 2007 : Le Cœur d'un homme
- 2007 : La Cigale : 12-17 décembre 2006
- 2009 : Tour 66 : Stade de France 2009
- 2013 : On Stage
- 2013 : Born Rocker Tour
- 2014 : Rester vivant
- 2016 : Rester Vivant Tour
- 2020 : Happy Birthday Live - Parc de Sceaux 15.06.2000'' (sortie posthume)
- 2020 : Hallyday Bercy 2003 (sortie posthume)
- 2020 : Son rêve américain - Live au Beacon Theatre de New-York 2014 (sortie posthume)

## Publications
- (en) Robin le Mesurier et Andy Merriman, Charmed Rock 'n' Roll Life, Book Guild Publishing LTD, 2017, 200 p. (ISBN 978-1-910878-86-6, lire en ligne)
- 2019 : Mes 1000 concerts avec Johnny (en collaboration avec Stéphane Cugnier - Talents éditions)[13].